# 張堯年 (嘉靖進士)
張堯年（1508年—？），字紹中，又字原果，浙江寧波府慈谿縣人，民籍，明朝政治人物。

## 生平
嘉靖十三年（1534年）甲午科浙江鄉試第二十九名舉人。嘉靖十四年（1535年）中式乙未科會試第五十九名，登第三甲第六十五名進士。授金壇知縣，十八年十一月选授吏科給事中，二十一年三月升刑科右，赴山西纪功监军，十二月升兵科左，与御史王珩勘上山西诸臣失事罪状，巡抚都御史龙大有、刘臬等人被谪戍边，大同总兵李蓁等人被定死罪。二十二年十月升工科都，二十四年因御史何维柏事，下诏狱，廷杖，贬江西布政司照磨。升南康府推官，屡迁廣西右參政，分守苍梧，剿苗寇有功，嘉靖三十三年（1554年）十二月升貴州按察使，三十五年二月升雲南右布政使，因不满黔国公沐朝弼骄纵不法，辞官归乡。

## 家族
曾祖張恪；祖父張鈇；父張瀾，母陳氏。具庆下。